# Fugnitz
La Fugnitz est une rivière autrichienne qui coule dans le land de Basse-Autriche. Elle est un affluent de la Thaya et donc un sous-affluent du Danube.